# Федосик, Виктор Анатольевич
Ви́ктор Анато́льевич Федосик (род. 9 февраля 1951) — советский и белорусский историк, доктор исторических наук, профессор.

## Биография
Родился в деревне Синкевичи Лунинецкого района Брестской области. В 1973 г. окончил исторический факультет Белорусского государственного университета, в 1976 г. окончил аспирантуру при этом же вузе. В 1976—1983 гг. преподавал на кафедре истории СССР, БССР и зарубежных стран Минского института культуры, с 1980 г. — доцент. С 1983 г. преподаёт на кафедре истории древнего мира и средних веков БГУ, с 1988 г. — заведующий этой кафедрой. В 1977 г. защитил кандидатскую диссертацию («Возникновение христианских таинств крещения и причащения (социально-политическая эволюция христианства и обрядовая практика)»), в 1992 г. — докторскую диссертацию («Христианская церковь в Римской империи в III — начале IV в. (становление христианской церкви и религиозная политика императорской власти)»). С 1993 г. — профессор. В качестве профессора-исследователя стажировался в Пенсильванском университете (Филадельфия, США). Преподавал во Вроцлавском университете (Польша).

## Научная деятельность
Является крупнейшим в Белоруссии специалистом по истории античности и средних веков Западной Европы, возглавляет белорусскую научную школу изучения античного христианства, основанную академиком Н. М. Никольским. Автор более 300 научных и научно-методических работ, 5 монографий, более 10 научно-популярных книг, 20 учебников и учебных пособий для высшей и средней школы. Под его научным руководством были защищены одна докторская и 6 кандидатских диссертаций. Его научные работы широко известны за пределами Белоруссии, публиковались в России, на Украине, в Казахстане, Киргизии. Подготовил первые после 1900 г. переиздания на русском языке классических трудов Иосифа Флавия «Иудейская война» и «Иудейские древности».

## Награды
В 1983 г. — Грамота Министерства высшего и среднего специального образования БССР, в 1996 г. — Почетная грамота Кабинета министров Республики Беларусь, 2001, 2004 гг. — Почетные грамоты Министерства образования Республики Беларусь, 2003 г. — Премия БГУ им. В. И. Пичеты, 2006 г. — медаль святителя Кирилла Туровского Белорусской Православной Церкви, 2009 г. — нагрудный знаком Министерства образования РБ «Выдатнік адукацыі». Награждён 5 Почетными грамотами БГУ.

## Основные работы
Книги
- Таинства без тайн. Возникновение и социальная сущность первых христианских таинств. Минск: Наука и техника, 1979.
- Критика богословских концепций сущности христианского катехумената. Минск: Наука и техника, 1983.
- В борьбе с папой (научно-популярный очерк об Арнольде Брешианском) / «И живы памятью столетий» (Минск: изд-во «Университетское». 1987)
- Церковь и государство: критика богословских концепций. Минск: Наука и техника, 1988.
- Киприан и античное христианство. Минск: Университетское, 1991.
- Женщины-легенды. Минск: Беларусь, 1993. (В соавт.).
- Идолы без маски или искушение властью. Минск: НПЖ «Финансы, учёт, аудит», 1996. (В соавт.).
- Средневековый мир в терминах, именах и названиях. Минск: Беларусь, 1999. (Смирнова Е. Д., Сушкевич Л. П.).
- Всемирная история: в 3 ч. Ч. 1. Мн: Юнипресс, 2002 (в соавт.)
- Семь чудес света (книга). Минск: Беларусь, 2002. 416 с.
- Древний мир. Культура, искусство, история. М.: Эксмо, 2008. 256 с. (с Перзашкевичем О.В).
- Средние века. Культура, искусство, история. М.: Эксмо, 2008. (со Смирновой Е. Д., Сушкевич Л. П.).
- Весь Восток в алфавитном порядке: Индия, Китай, Малайзия, Непал, Сингапур, Япония. Иллюстрированная энциклопедия / О. В. Перзашкевич, В. А. Федосик; под ред. В. А. Федосика. — М.: Эксмо, 2009. — 256 с. : ил. — (Иллюстрированная энциклопедия).
- Федосик В. А., Торканевский А. А., Яновская В. В., Яновский О. А. Рим и христианские мученики (реалии античности и духовная традиция). Минск: БГУ, 2012. 171 с.
- Антычнасць вачыма Сярэднявечча. Мінск: БДУ, 2016. 187 с.

Учебники и учебные пособия
- Гісторыя сярэдніх вякоў. Вучэбны дапаможнік для вучняў 6 класа. Мн: Народная асвета, 1993. (в соавт.).
- История средних веков. Учебное пособие для учащихся 6 класса. Мн: Народная асвета, 1993. (в соавт.)
- Сусветная гісторыя ад старажытных часоў да канца XVIII ст. Вучэбны дапаможнік для вучняў 10 класа. Мн: Народная асвета, 1994. (в соавт.)
- Всемирная история с древнейших времен до конца XVIII в. Учебное пособие для учащихся 10 класса. Мн: Народная асвета, 1994. (в соавт.)
- История средних веков. Учебник для 6 класса. Мн: «Народная асвета», 1997. (в соавт.)
- Гісторыя сярэдніх вякоў. Падручнік для 6 класа. Мн: «Народная асвета», 1997. (в соавт.)
- История средних веков. Учебник для 6 класса; Мн: «Народная асвета», 1998. (в соавт.)
- Гісторыя сярэдніх вякоў. Падручнік для 6 класа. Мн: «Народная асвета», 1998. (в соавт.)
- История средних веков. Учебное пособие для 6 класса специальной общеобразовательной школы слабовидящих; Мн, «Народная асвета», 1999 (в соавт.)
- История средних веков. 6 класс. Экспериментальный учебник; Минск: «Палібіг», 1999. (в соавт.)
- История средних веков. Учебник для 6 класса для слепых. Кн. 1 — 4; Мн., «Полымя», 1999. (в соавт.)
- Всемирная история с древнейших времен до конца XVIII в. Учебник для 10 класса общеобразовательной школы с русским языком обучения; Мн: «Народная асвета», 2000. (в соавт.)
- Сусветная гісторыя ад старажытных часоў да канца XVIII ст. Падручнік для 10 класа агульнаадукацыйнай школы з беларускай мовай навучання. Мн: «Народная асвета», 2000. (в соавт.)
- История средних веков. Хрестоматия. 6 класс. Пособие для учителя. Мн: «Народная асвета», 2000. (в соавт.)
- История средних веков. Учебное пособие для 5 класса. Мн., ИЦБГУ, 2002 (в соавт.)
- Гісторыя сярэдніх вякоў. Заходняя Еўропа і Візантыя (V—XIII). Ч. 1. Дапушчана Міністэрствам адукацыі Рэспублікі Беларусь у якасці вучэбнага дапаможніка для студэнтаў вну па спецыяльнасці «гісторыя»; Мн., БДУ, 2002. (в соавт.)
- Гісторыя сярэдніх вякоў. Вучэбны дапаможнік для 5 класа агульнаадукацыйных устаноў з беларускай мовай навучання; Мн., ВЦБДУ, 2002. (в соавт.)
- История средних веков. Учебное пособие для 5 класса. Мн., ИЦБГУ, 2003. (в соавт.)
- Гісторыя сярэдніх вякоў. Вучэбны дапаможнік для 5 класа; Мн., ВЦБДУ, 2003. (в соавт.)
- Гісторыя сярэдніх вякоў. Заходняя Еўропа і Візантыя. Ч. 2. Вучэбны дапаможнік для студэнтаў вышэйшых навучальных устаноў па спецыяльнасці «Гісторыя». Мн., ВЦБДУ, 2003. (в соавт.)

Публикации источников
- Иосиф Флавий. Иудейская война. Минск: Беларусь, 1991. (Участие в публикации источника с Ревяко К. А.).
- Ренан Э. Жизнь Иисуса. Апостолы. Минск: Беларусь, 1991. (Участие в публикации источника с Ревяко К. А.).
- Иосиф Флавий. Иудейские древности. Т. 1. Минск: Беларусь, 1994. (Участие в публикации источника с Довгяло Г. И.).
- Иосиф Флавий. Иудейские древности. Т. 2. Минск: Беларусь, 1994. (Участие в публикации источника).
- Всеобщая история, обработанная «Сатириконом» / Предисл. и примеч. В. А. Федосика, О. А. Яновского. — Мн. : Беларусь, 1997. — 318 с. : ил.
- Иосиф Флавий. Иудейская война. М.: АСТ, «Фолио», 2000. С. 862—925 (Участие в публикации источника с Ревяко К. А., Новиковой Н.).

Статьи
- Хрысціянства // Этнаграфія Беларусі. Мінск: БелСЭ, 1989.
- Антычная гісторыя // Энцыклапедыя гісторыі Беларусі. Т. 1. Мн: Беларуская энцыклапедыя, 1993
- Медыявістыка // Беларусь. Энцыклапедычны даведнік. Мінск: Беларуская энцыклапедыя, 1995.
- Медыявістыка // Энцыклапедыя гісторыі Беларусі. Т. 5. Мінск: Беларуская энцыклапедыя, 1999. С. 106—107. (Еўтухоў І.А., Прохараў А. А.).
- Медыявістыка // Беларуская энцыклапедыя. Т. 10.; Мінск: Беларуская энцыклапедыя, 2000.
- Память и слава: Гилер Маркович Лившиц. К 100-летию со дня рождения. Мн.: БГУ, 2009. С. 4-8.